# Calcófilo

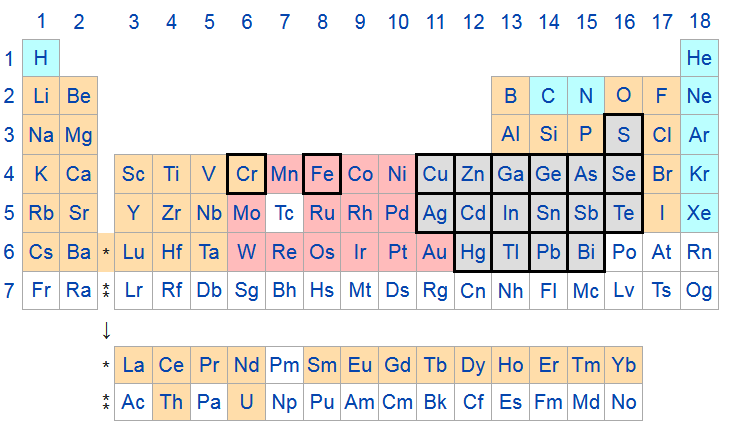
Elementos calcófilos

En geoquímica, se denomina calcófilo a un elemento químico que se encuentra frecuentemente en asociación con el azufre, debido a una mayor afinidad por este elemento que por el oxígeno, de ahí el nombre de calcófilo (sin embargo, el término significa literalmente: "que tiene afinidad por el cobre" debido a una mala interpretación de Victor Goldschmidt cuando acuñó la denominación, que él pensaba que significaba precisamente "que tiene afinidad por el azufre").
Esta afinidad por el azufre está en el origen de su abundancia natural, más baja en la corteza terrestre que en el sistema solar, debido a que los sulfuros suelen ser más densos que los silicatos. Sin embargo, esta escasez es menor que la de los elementos siderófilos, algunos de los cuales están casi ausentes de la superficie de la Tierra. Los calcófilos más raros son el selenio y especialmente el telurio, cuya abundancia en la corteza es del orden de la del platino, un escaso elemento siderófilo.
En términos generales, los anfígenos (grupo 16) son notablemente más raros en toda la masa de la Tierra que en el Sistema Solar, porque forman hidruros volátiles que no se precipitaron durante la formación de la Tierra.
El zinc y el galio también tienen carácter litófilo debido a su relativa afinidad por el oxígeno, con el que forman vínculos bastante fuertes; por lo tanto, el galio a menudo se asocia con el aluminio en la bauxita, que también es su fuente principal.
Los calcófilos son objeto de un comercio sostenido porque, a diferencia de los litófilos, requieren procesos que consumen mucha energía para ser extraídos de sus minerales. Mediante el uso de carbón, los elementos calcófilos pueden extraerse por reducción de minerales con concentraciones relativamente elevadas, generados por procesos geoquímicos que pueden concentrarlos más de cien mil veces en comparación con su abundancia promedio en la corteza terrestre. Este es particularmente el caso en la meseta tibetana o del altiplano de Bolivia, donde rocas particularmente ricas en calcófilos han aflorado a la superficie debido a los movimientos verticales provocados por la colisión de placas continentales.